# Leonardo Basso
Leonardo Basso (Castelfranco Véneto, 25 de diciembre de 1993) es un ciclista italiano que fue profesional entre 2018 y 2023.

## Trayectoria
Debutó como profesional en 2018 aunque ya había sido stagiaire en 2015 con el equipo Trek Factory Racing. Durante cuatro años fue parte del equipo británico INEOS Grenadiers. Dejó de competir en 2023 y en 2024 regresó al INEOS Grenadiers para ejercer de director deportivo.

## Palmarés
2015 (como amateur)
- Gran Premio Industria y Commercio Artigianato Carnaghese